# (7212) Artaxerxès
Pour les articles homonymes, voir Artaxerxès.
(7212) Artaxerxès, désignation internationale (7212) Artaxerxes, est un astéroïde de la ceinture principale qui porte le nom de plusieurs rois de l'empire perse achéménide, Artaxerxès.
Il a été découvert le 29 septembre 1973 à l'observatoire Palomar par le trio d'astronomes néerlandais Cornelis Johannes van Houten, Ingrid van Houten-Groeneveld et Tom Gehrels.

Sa désignation provisoire était 2155 T-2.